# Fassade des Colegio Mayor de San Ildefonso in Alcalá de Henares
Die Fassade des Colegio Mayor de San Ildefonso in Alcalá de Henares wurde von dem Architekten Rodrigo Gil de Hontañón entworfen und zwischen 1537 und 1553 unter der Leitung von Pedro de la Cotera durch eine große Zahl von Steinmetzen und Bildhauern geschaffen. Sie gilt als eines der bemerkenswertesten Werke des plateresken Stils, einer Sonderform der Architektur der Renaissance. Durch eine umfassende Restaurierung in den Jahren 2016 bis 2017 hat die Fassade ihr ursprüngliches Aussehen wiedererlangt.

## Das Gebäude des Colegio Mayor de San ldefonso
Im Jahr 1499 erteilte Papst Alexander VI. dem damaligen Erzbischof von Toledo Francisco Jiménez de Cisneros, die Genehmigung, in Alcalá de Henares einen Colegio zu errichten, an dem Studenten die Fächer Freie Künste, Theologie und Kirchenrecht studieren und Akademische Grade erhalten konnten, die in der gesamten christlichen Welt anerkannten wurden. Francisco Jiménez de Cisneros ließ eine große Anzahl von Gebäuden für die Universität Alcalá errichten, deren zentrale Einrichtung der Colegio Mayor de San Ildefonso werden sollte, in einem neu hinzugekommenen Stadtteil sorgte er für die notwendige Infrastruktur.

### Erstes Gebäude
Das ursprüngliche Gebäude des Colegio Mayor de San Ildefonso, dessen Grundsteinlegung am 14. März 1501 stattfand, wurde von Pedro Gumiel, dem Baumeister des Erzbistums Toledo, entworfen. Er war auch verantwortlich für den Bau der zum Colegio gehörenden Gebäude der Capilla de San Ildefonso und des Paraninfo genannten Festsaales. In dem im Jahr 1508 fertiggestellten zweistöckigen Hauptgebäude, dessen vier Flügel sich um den „Patio Mayor de Escuelas“ gruppierten, gab es Räume für den Unterricht, Unterkünfte für die Bewohner und eine für damalige Begriffe große Bibliothek. Über die Innenaufteilung des Gebäudes und das Aussehen der Fassade ist nichts bekannt. Als Baumaterial wurden in erster Linie Mauerziegel und Stampflehm verwendet. Vermutlich war nur die Einfassung des Eingangsportals aus Werkstein.
Der Legende nach erregte das Gebäude wegen seiner Schlichtheit und Anspruchslosigkeit die Aufmerksamkeit König Ferdinands. Er äußerte seinen Eindruck gegenüber dem Kardinal Francisco Jiménez de Cisneros. Der antwortete, dass das, was er aus Lehm hat bauen lassen, andere später aus Marmor bauen würden. Diese Anekdote wird in einer Inschrift im Patio de Santo Tomás de Villanueva wiedergegeben.

### Neubau
Als Kardinal Francisco Jiménez de Cisneros im Jahr 1517 starb, setzte er den Colegio Mayor de San Ildefonso als Universalerben ein. Der Colegio wurde dadurch eine reiche Institution. Ab 1530 führte die Leitung des Colegios ein Programm zur Erneuerung und Verschönerung der ursprünglichen Gebäude durch, die aufgrund ihrer geringen Bauqualität zu verfallen drohten. Das Ziel war, die Ziegel- und Stampflehmbauten nach und nach durch Steinbauten zu ersetzen. 1537 erteilte die Vollversammlung des Colegio Mayor de San Ildefonso dem Rektor die Genehmigung, sich mit Rodrigo Gil de Hontañón oder einem anderen Architekten über die Bedingungen der Bauarbeiten zu einigen, um anstelle der ursprünglichen einfachen eine ansehnliche Fassade zu errichten. Am 24. August 1537 wurde Rodrigo Gil de Hontañón mit dem Entwurf des Gebäudes beauftragt. Sein Entwurf wurde angenommen und er betraute eine Gruppe von Spezialisten mit der Ausführung seiner Pläne. Der berühmte Architekt kam während der Bauzeit insgesamt nur fünf Mal nach Alcalá, um den Stand der Arbeiten zu überprüfen. Gil de Hontañón war der geistige Urheber nicht der Bauleiter. Der Baumeister Pedro de la Cotera leitete und koordinierte die Arbeit der Künstler und Handwerker. Die Bauarbeiten kamen nur langsam vorwärts. Im Frühjahr 1541 wurde die von Gumiel entworfene Fassade abgerissen, 1542 wurden die Seitenflügel abgestützt und mit den Fundamenten des Neubaus begonnen. Zwischen 1542 und 1545 wurde das Hauptgeschoss hochgezogen und die Säulen des Mittelteils sowie die Skulpturen aufgestellt. Zwischen 1551 und 1553 wurden die Fenstergalerie und die Dächer fertiggestellt. Im April 1553 konnte als Abschluss das Kreuz, das die Fassade krönt, angebracht werden. Die anderen Flügel des Gebäudes wurden in die Folgezeit erneuert und ausgebaut.

### Verfall
Im Jahr 1836 wurde die Universität von Alcalá aufgelöst und ihr Vermögen sowie ihr bibliografisches und dokumentarisches Erbe der Universität von Madrid übertragen. Von diesem Zeitpunkt an begann der fortschreitende Verfall der Gebäude. Der konnte dank der Aktion der „Sociedad de Condueños“, einer Gruppe von Bürgern aus Alcalá, die sich selbstlos und auf eigene Kosten um die dem Untergang geweihten Gebäude kümmerte, aufgehalten werden.
Im Jahr 1914 wurden die Fassade und der vordere Flügel des Gebäudes auf königliche Anordnung und auf Antrag der Spanischen Gesellschaft der Kunstfreunde zum Nationaldenkmal erklärt und vollständig in die Obhut des Staates übergeben.

### Restaurierungen und Schutzmaßnahmen
Der Architekt Aníbal Alvarez restaurierte die Fassade des Gebäudes zwischen 1914 und 1929. Dabei wurden auch einige fehlende Skulpturen ersetzt. Die neue Universität von Alcalá begann in den 1990er Jahren mit der Wiederherstellung einiger der alten Gebäude um sie für den Unterricht zu nutzen. Das Gebäude des ehemaligen Colegio Mayor de San Ildefonso wurde renoviert, um dort das Rektorat einzurichten. Die UNESCO nahm im Dezember des Jahres 1998 die Universität und den historischen Bereich von Alcalá de Henares in die Liste des UNESCO-Welterbes auf. Von Juli 2016 bis März 2017 wurde eine umfassende Wiederherstellung der Fassade vorgenommen. Die Vorgehensweise bei diesem Unternehmen wurde mit dem Europa-Nostra-Preis ausgezeichnet. Im Jahr 2018 wurde das Gebäude des Colegio Mayor de San Ildefonso zusammen mit dem Baublock, der viele historische Bauwerke aus der Zeit der Gründung der historischen Universität von Alcala umfasst, als „Manzana Fundacional Cisneriana de la Universidad de Alcalá“ zum Bien de Interés Cultural erklärt.

## Beschreibung

### Symbolik
Die Fassade ist voll von symbolischen und allegorischen Darstellungen, die teilweise unterschiedlich interpretiert werden. Es ist nicht bekannt, ob dem Architekten Gil de Hontañón Vorgaben im Bezug auf das ikonografische Programm gemacht wurden oder ob er es aus der Urkunde des Papstes vom 13. April 1499, mit der Cisneros die Gründung des Colegios genehmigt wurde, abgeleitet hat. Dort ist festgelegt, dass diese Einrichtung dazu dienen solle, den Kampf des Lichts gegen die Finsternis zu fördern und dabei die Wissenschaft als Mittel des Heils einzusetzen. Außer den großen programmatischen Figuren finden sich auf Pilastern, Kapitellen, Kragsteinen, Friesen, Postamenten, Fenstergittern usw. Abbildungen von Grotesken, Girlanden, Putten, Engeln, Füllhörnern usw., die als Zierelemente von Bedeutung für den künstlerischen Charakter des Gesamtwerkes angesehen werden, aber nicht unbedingt einen direkten Bezug zum ikonografischen Programm haben. Aus ikonografischer Sicht ist die Vermischung christlicher Elemente mit solchen aus der klassischen griechisch-römischen Mythologie interessant, weil sie den „Renaissance-Charakter“ der Fassade unterstreicht. Zum Zeitpunkt der Errichtung der Fassade hatte das Konzil von Trient die Vermischung heidnischer und christlicher Elemente in künstlerischen Darstellungen noch nicht verboten.

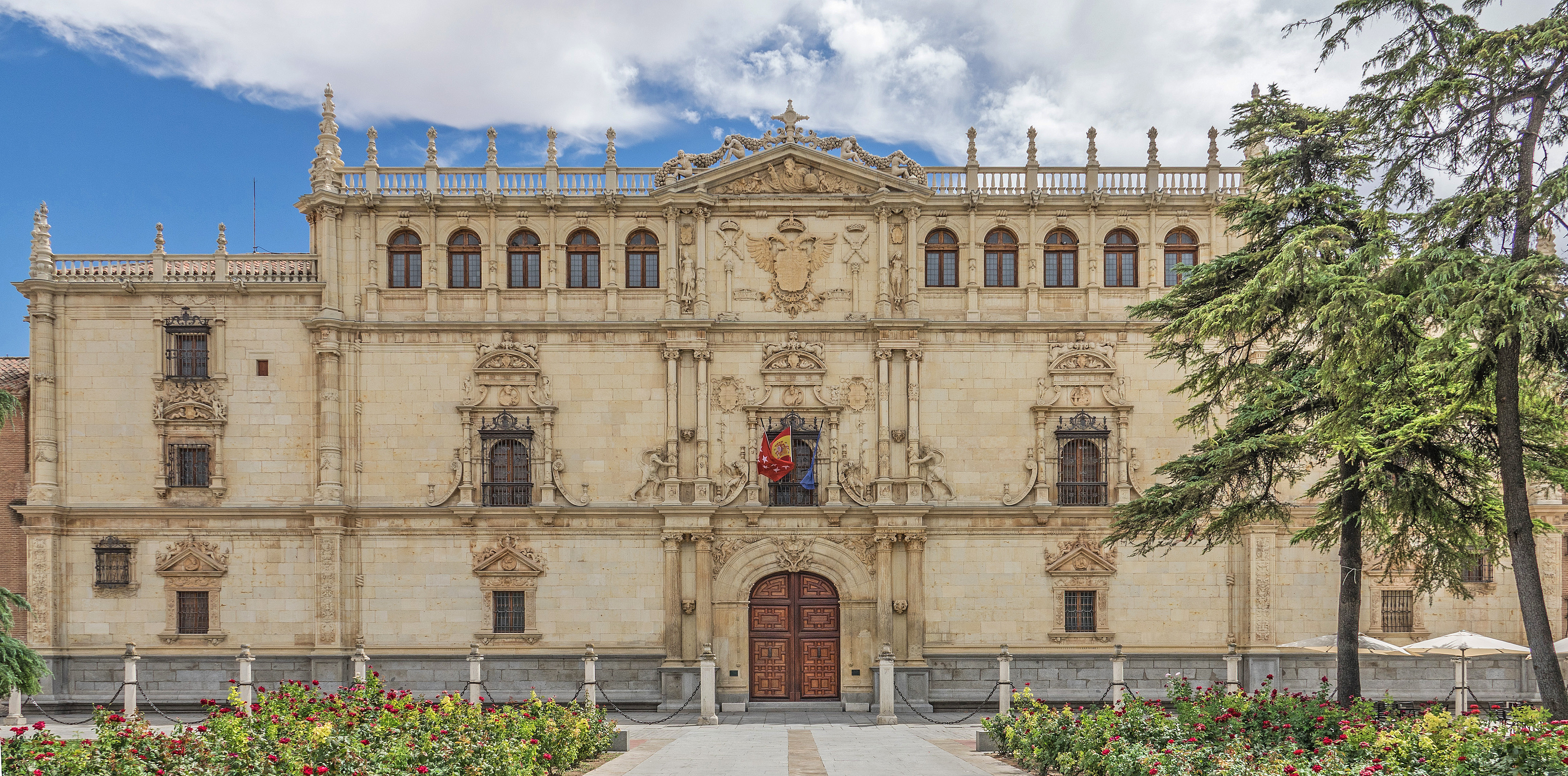
Gesamtansicht

### Gliederung
Die Fassade hat einen Sockel aus Granit mit einer durchgehenden Bank. Die darüber liegenden Flächen bestehen aus Kalkstein. Die Fassade ist in vier horizontale Ebenen aufgeteilt, die durch Säulen oder Pilaster in fünf nebeneinanderliegende Flächen untergliedert sind.

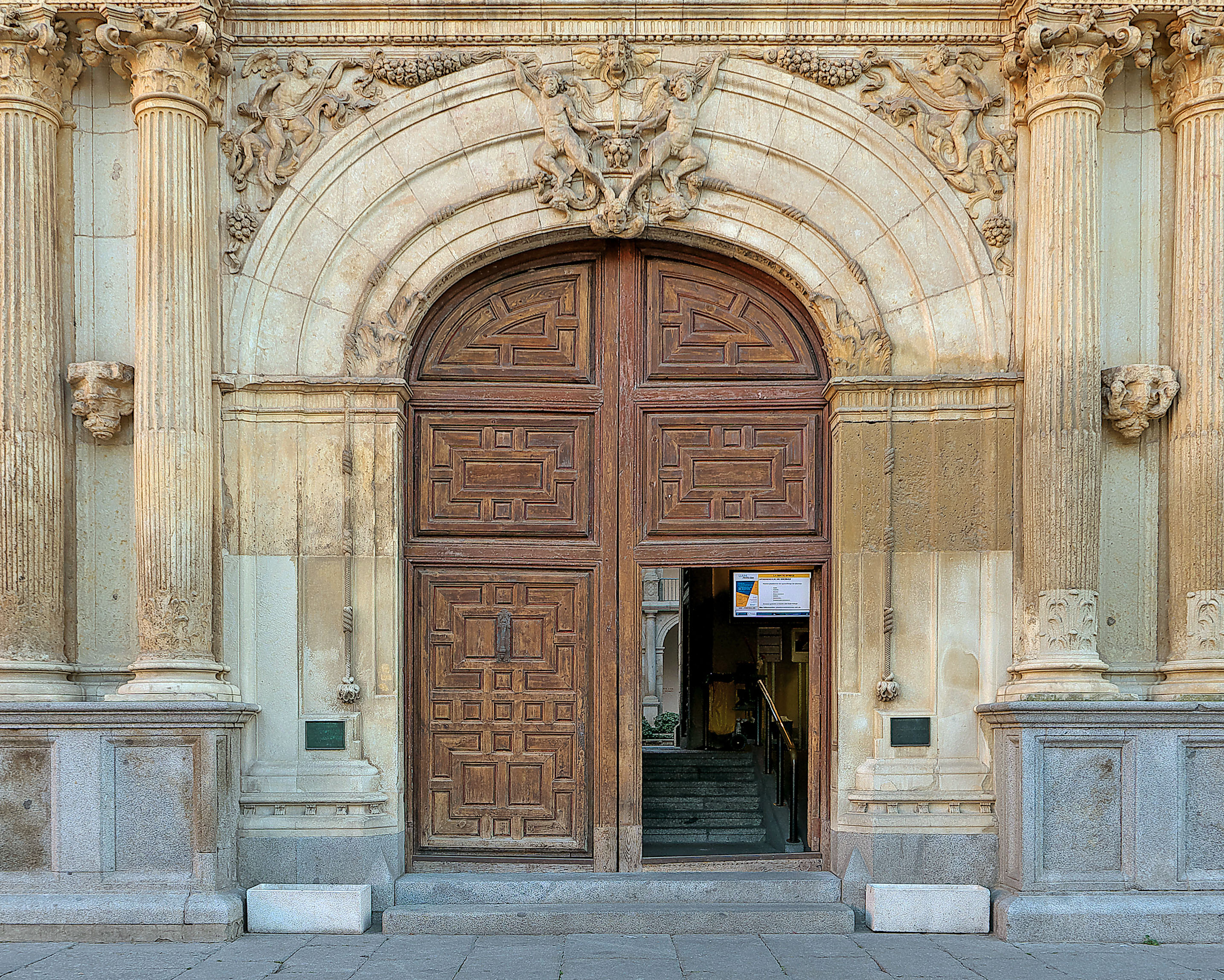
Eingangsportal

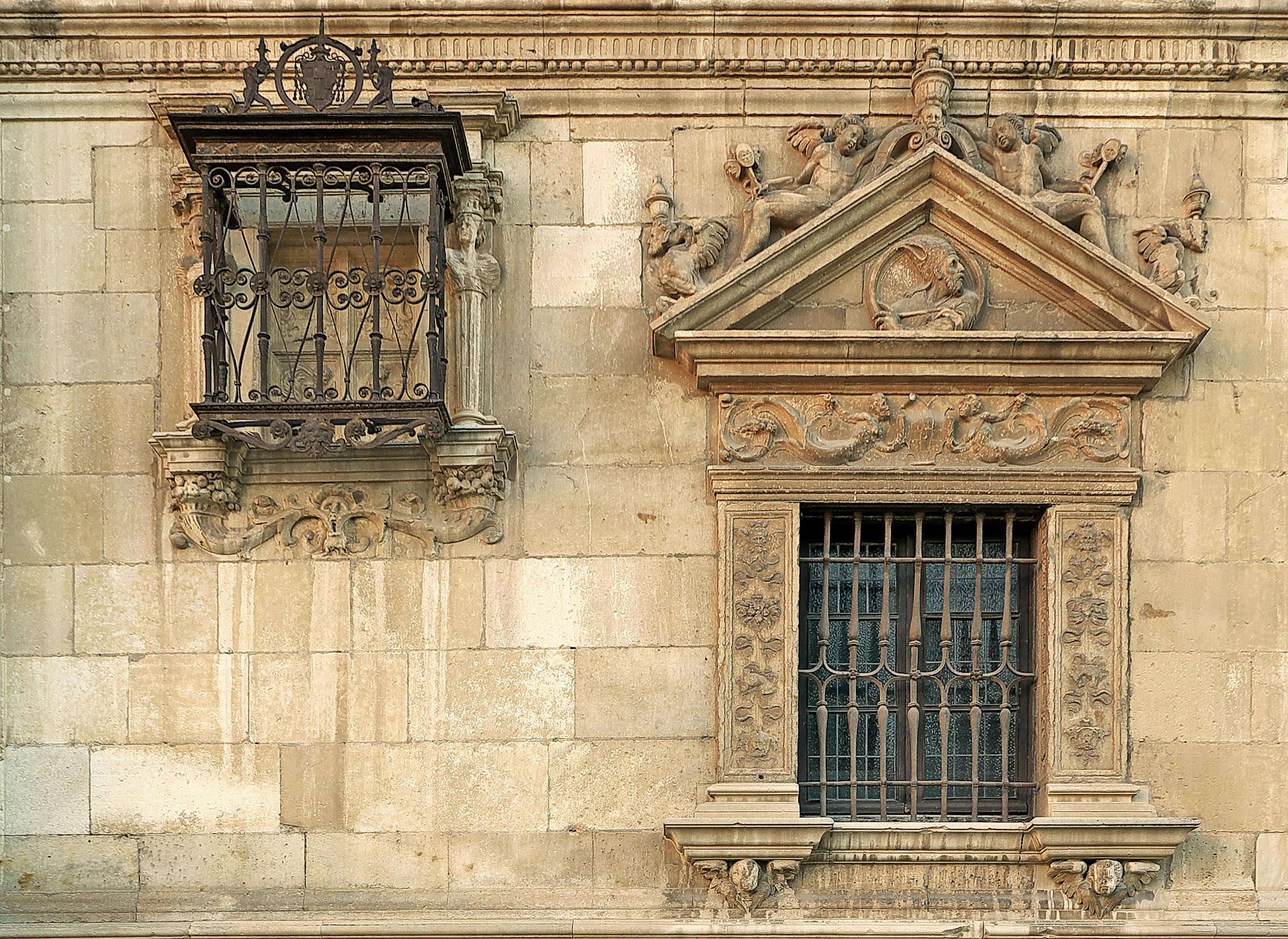
Fenster des heiligen Ambrosius und kleines Seitenfenster

#### Erste Ebene
In der mittleren Fläche der unteren Ebene befindet sich der Zugang zum „Tempel der Weisheit“. Das Eingangsportal schließt mit einem Korbbogen ab. Auf dem Schlussstein sind zwei Engel abgebildet, die jeweils ein Ende einer Girlande halten, die in die Zwickel verlaufen, wo sie von Engelsfiguren hochgehalten werden. Zwei alt erscheinende Figuren ohne Flügel tragen die Enden der Girlanden. Das Relief soll auf das schnelle Vergehen der Zeit und die Kürze des Lebens hinweisen. Es wurde zwischen 1545 und 1547 von Claudio de Arciniega geschaffen.
Das Studium der Theologie stand im Mittelpunkt der Ausbildung am Colegio Mayor de San Ildefonso. Als Grundlage des Studiums galten die Schriften der Kirchenlehrer. Daher ist die untere Ebene, die Basis des Gebäudes, ihnen gewidmet. Die vier großen Fenster sind reich mit Grotesken und Engeln verziert. In den Tympana sind auf Medaillons die vier ursprünglichen Kirchenlehrer der lateinischen Kirche dargestellt. Der heilige Ambrosius von Mailand mit einem Flagrum, der heilige Gregor der Große, der heilige Hieronymus von Stridon, mit einem Buch und seinem typischen Hut, und der heilige Augustinus von Hippo mit einem Buch repräsentieren das christliche Wissen. Die Einfassungen der Fenster wurden von Guillén de Ferrant zwischen 1542 und 1543 gestaltet. Es gibt zwei kleine Fenster am rechten und linken Ende des Gebäudes. Sie sind mit Karyatiden verziert. Die von Villalpando und Díaz del Corral geschaffenen vorgelagerten Gitter tragen oben das Wappen des Kardinals Francisco Jiménez de Cisneros.
Das linke kleine Fenster und das Fenster rechts mit dem Medaillon des heiligen Augustinus von Hippo wurden als Blindfenster nur zur Erhaltung der Symmetrie der Fassade eingefügt. Sie waren von Beginn an im Inneren durch Mauern geschlossen, die jeweils mit vier Abbildungen verziert sind.

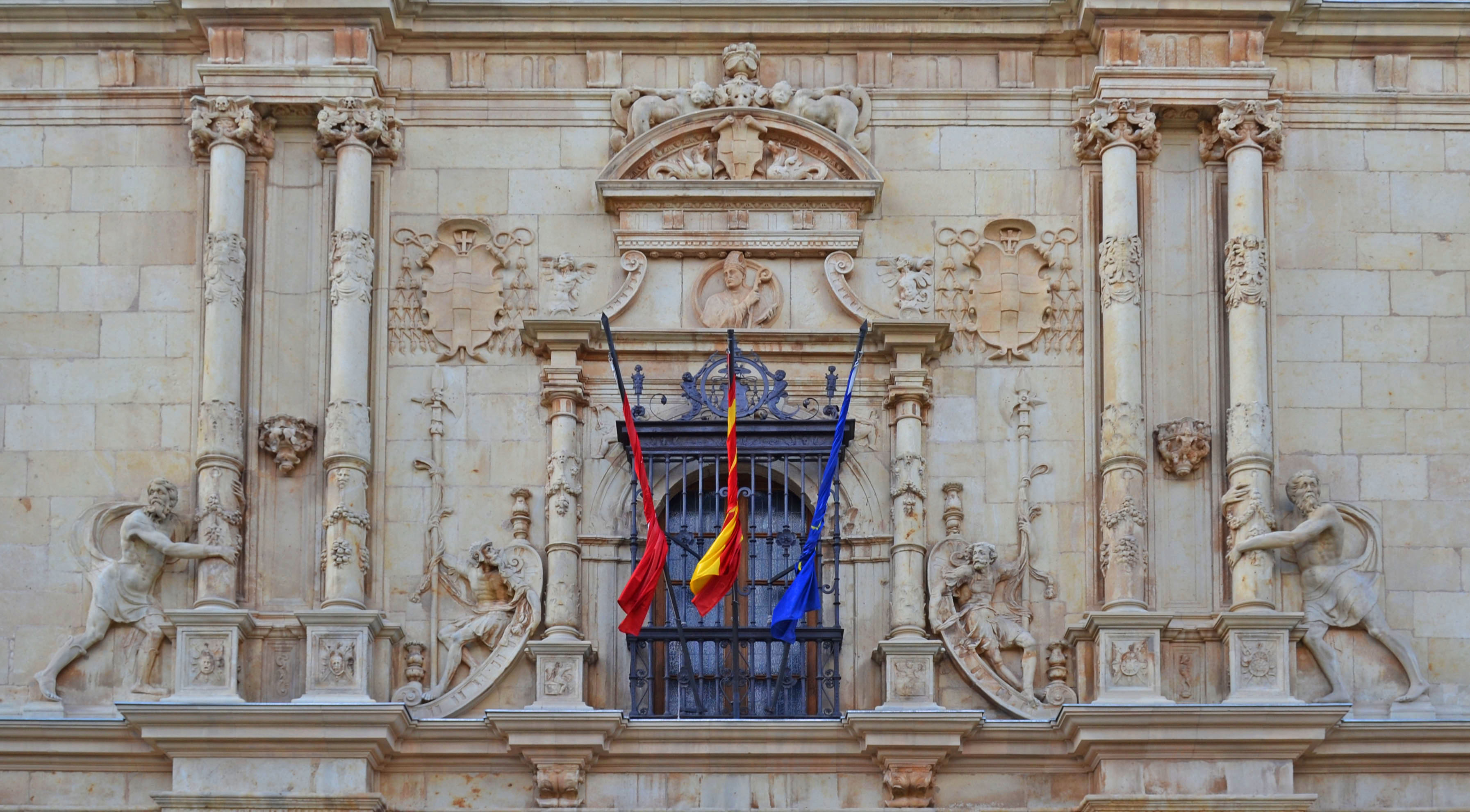
Zentrales Fenster der Bibliothek

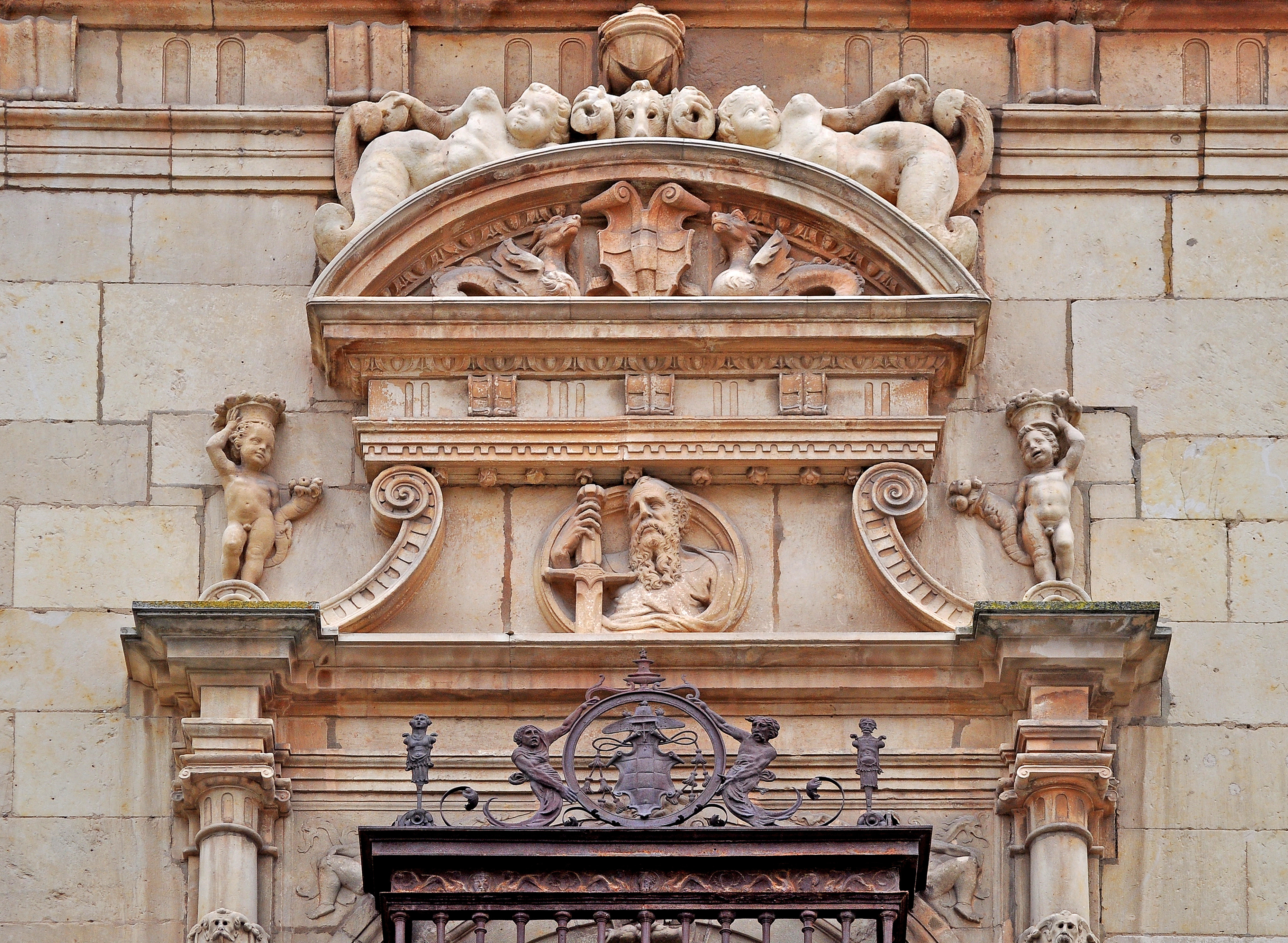
Fenster des heiligen Paulus

#### Zweite Ebene
In der zweiten Ebene wird die Grundlage der Kirche thematisiert, die in dem heiligen Petrus, dem heiligen Paulus sowie der Theologie als Wissenschaft ihren Ursprung hat.
Das erste Obergeschoss wird von dem großen Fenster der ehemaligen Bibliothek dominiert. Die Bibliothek galt als das Herzstück der Universität, sie wurde als der Ort definiert, an dem das gesamte Wissen zusammengetragen und aufbewahrt wurde. Aus diesem Grund ist ihr Hauptfenster der am reichsten verzierte Teil des Komplexes. Es wird von einer Reihe von Schutzfiguren und Symbolen umgeben, die die Bedeutung des Colegio Mayor de San Ildefonso als Hüter des Wissens verdeutlichen sollen. Das Fenstergitter trägt oben das Wappen des Gründers Francisco Jiménez de Cisneros. Die Bischofsfigur auf dem Medaillon im Tympanon stellt den Namensgeber des Colegios, den heiligen Ildefons von Toledo, dar. Auf beiden Seiten des Fensters befinden sich Hellebardenträger, das Werk des Bildhauers Hans Sevilla und über ihnen jeweils ein Wappen des Kardinals Francisco Jiménez de Cisneros. Nach außen schließen sich jeweils zwei reich verzierte Säulen an. Ob die beiden Figuren, die die Säulen halten, Atlas oder Herkules darstellen sollen, ist umstritten. Als besonders auffällig an den von Claudio de Arciniega de Trasmiera geschaffenen Skulpturen gelten ihre offenbar vom Wind gebauschten Umhänge.
Das Fenster links des zentralen Fensters wird von einem Medaillon überragt, auf dem der heilige Petrus mit den Schlüsseln zu sehen ist. Auf dem Medaillon des rechten Fensters ist der heilige Paulus mit dem Schwert zu sehen. Die Fenster sind von Säulen eingerahmt. Sie wurden zwischen 1545 und 1547 von Claudio de Arciniega de Trasmiera geschaffen.

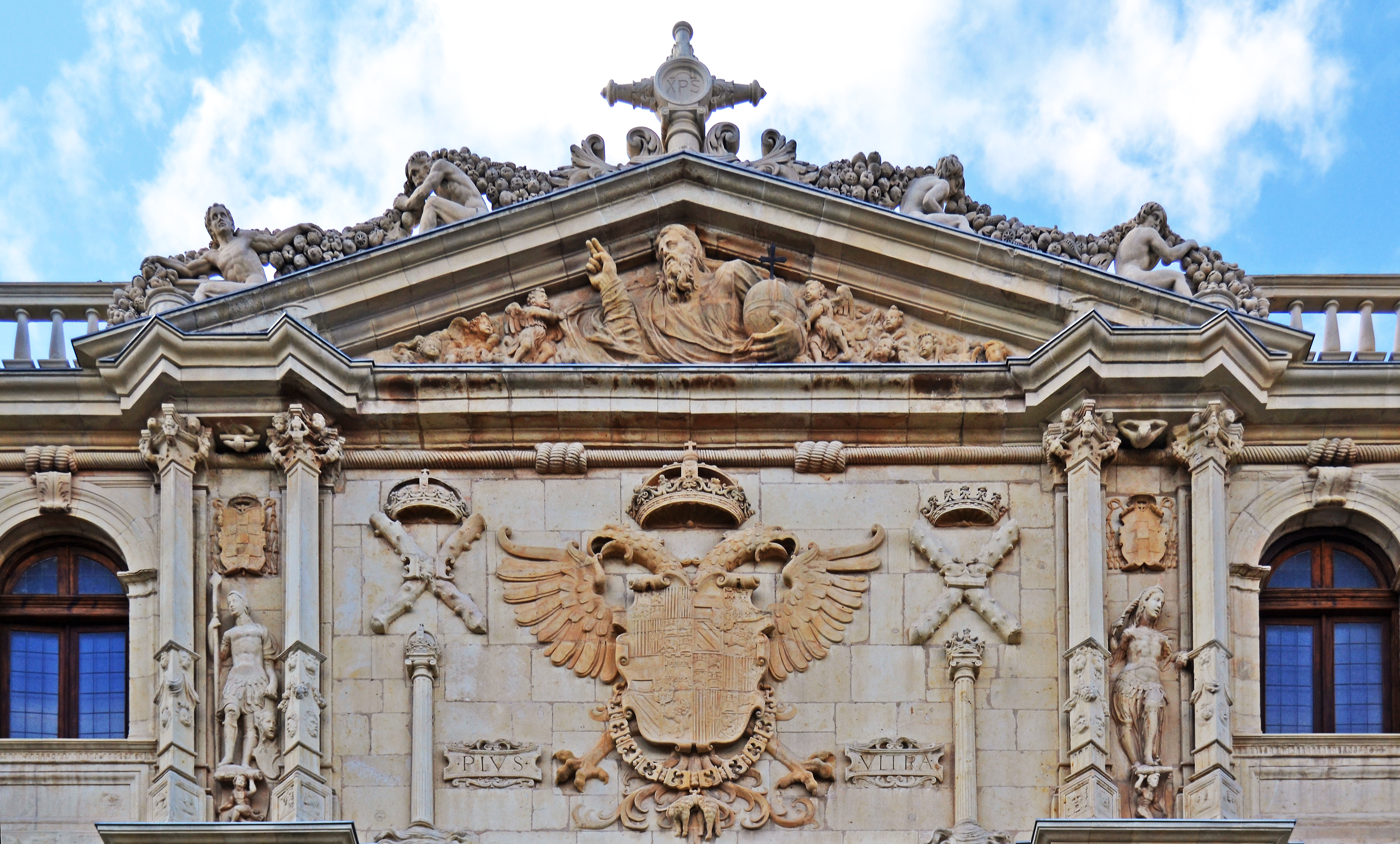
Mittelteil der oberen Ebenen

#### Dritte Ebene
Die dritte Ebene ist der Darstellung der weltlichen Macht gewidmet. Symbol dafür ist das Wappen des Kaisers Karl V. der auch Herrscher der spanischen Reiche war. Es ist eine vereinfachte Version mit dem doppelköpfigen Adler und der Kette des Ordens vom Goldenen Vlies. Es wird flankiert von den Säulen des Herkules, die von zwei Burgunderkreuzen überragt werden. Sie tragen die Kaiser- bzw. Königskrone. Das kaiserliche Wappen weist auf die Schirmherrschaft des Kaisers über den Colegio Mayor de San Ildefonso hin.
Zwischen den Säulen, die das kaiserliche Wappen von der Fenstergalerie trennen, sind zwei mythologische Figuren zu sehen, deren Identifizierung nicht ganz eindeutig erscheint. Die linke Figur wird traditionell als Perseus mit dem abgeschlagenen Haupt der Medusa, die rechte als Andromeda interpretiert.
Auf beiden Seiten des kaiserlichen Wappens befinden sich Galerien mit jeweils fünf Bogenfenster, die durch teilkannelierte Säulen, die auf hohen Postamenten stehen, getrennt sind.
Die mittleren drei Flächen der unteren drei Ebenen werden von einer „Franziskanerkordel“ eingefasst, einer Kordel mit Knoten, wie sie die Franziskaner zu ihrem Habit tragen. Das ist ein Hinweis darauf, dass der Gründer des Colegios, Francisco Jiménez de Cisneros, Franziskanerbruder war. Das Motiv wird an anderen Stellen der Fassade wiederholt.

#### Wasserspeier
Über der dritten Ebene sind vierzehn Wasserspeier angebracht. Sie trennen das Himmlische vom Irdischen. Die dargestellten Drachen, Greifen und anderen dämonischen Figuren erscheinen als ein Erbe des gotischen Stils. Die beiden Wasserspeier auf der rechten Seite wurden 1548 Cristóbal de Villanueva geschaffen, die auf der linken Seite und die zehn mittleren zwischen 1549 und 1551 von Juan de Miera.

#### Vierte Ebene
Die oberste Ebene symbolisiert mit dem Kreuz, Gott-Vater und Flammen als Symbol des Heiligen Geistes die himmlische Sphäre. An der Spitze des Giebels steht das Kreuz mit den Buchstaben Omega und XPS. Von dem Kreuz hängen Girlanden herab, die auf der linken Seite von einem jungen und einem alten Mann gehalten werden, die den Tag und die Dämmerung darstellen und auf der rechten Seite von einer jungen und einer alten Frau, die die Morgenröte und die Nacht symbolisieren. Damit soll auf die Vergänglichkeit des Lebens hingewiesen werden. Ursprünglich waren die Figuren das Werk des Bildhauers Juan Guerra. Sie wurden bei einer Restaurierung im Jahr 1914 nach alten Vorbildern wiederhergestellt. In der Giebelfläche erhebt ein als Hochrelief dargestellter Gott-Vater seine segnende rechte Hand. In der linken Hand hält er die Weltkugel. Er ist von Engeln und Engelsköpfen umgeben. Die Balustrade am oberen Ende der Fassade wird von zwölf Leuchtern gekrönt. Ihre Flammen werden als Symbole des Heiligen Geistes oder als der Sieg des Lichts der Erkenntnis über die Dunkelheit der Unwissenheit interpretiert.